# جداره اهرابی
جداره اهرابی مربوط به دوره پهلوی است و در تبریز، خیابان امام، پشت سینما ۲۹ بهمن واقع شده و این اثر در تاریخ ۲۸ اسفند ۱۳۸۵ با شمارهٔ ثبت ۱۸۹۱۵ به‌عنوان یکی از آثار ملی ایران به ثبت رسیده است.